# Juozas Žebrauskas
Juozas Žebrauskas (31 agosto 1904 – 14 maggio 1933) è stato un calciatore lituano, di ruolo attaccante.

## Carriera

### Club
Ha sempre giocato nel campionato lituano.

### Nazionale
Ha rappresentato la nazionale lituana in occasione delle Olimpiadi del 1924.